# Velența (Oradea)

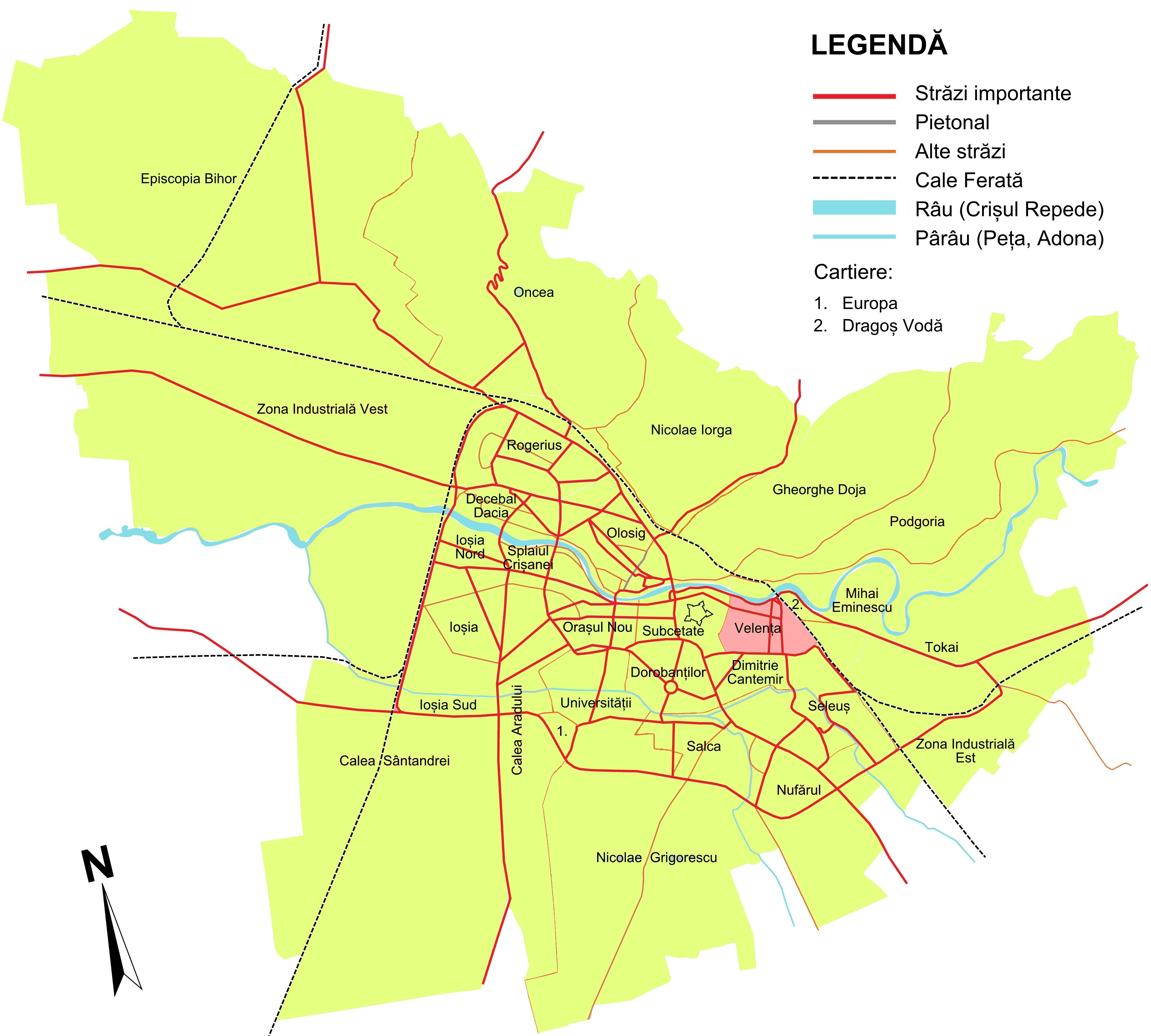
Poziția cartierului Velența în Oradea

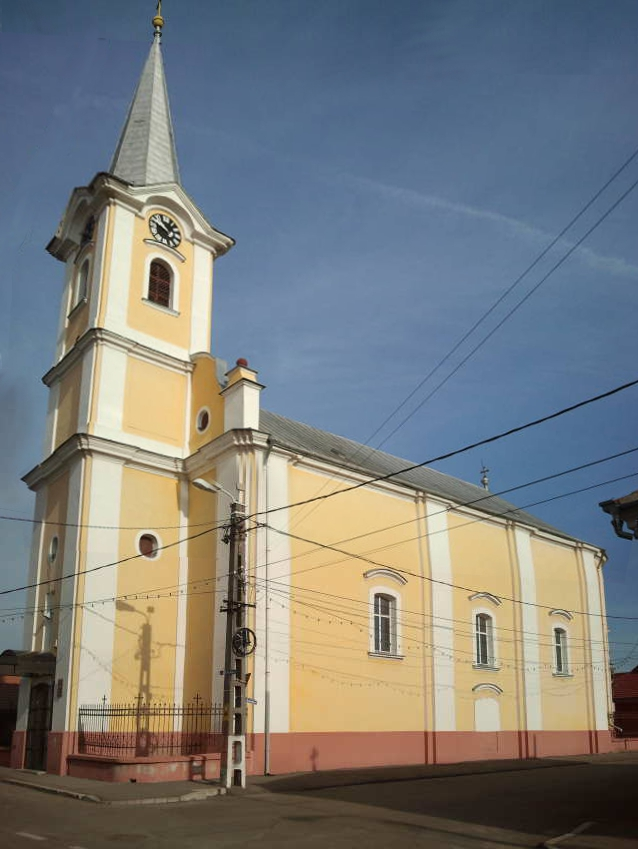
Biserica Ortodoxă Sfinţii Arhangheli Mihail şi Gavril din Oradea

Velența este un cartier în Oradea, situat în partea de est a orașului. Numele Velența provine din maghiarul Váradvelence/Várad-Velence (în trad. „Veneția Oradiei”). Este cel mai vechi cartier al orașului, atestat ca așezare la scurt timp după cetatea Oradiei. 
Satul Velența a fost fondat într-o zonă mlăștinoasă de meșteșugari și negustori. 

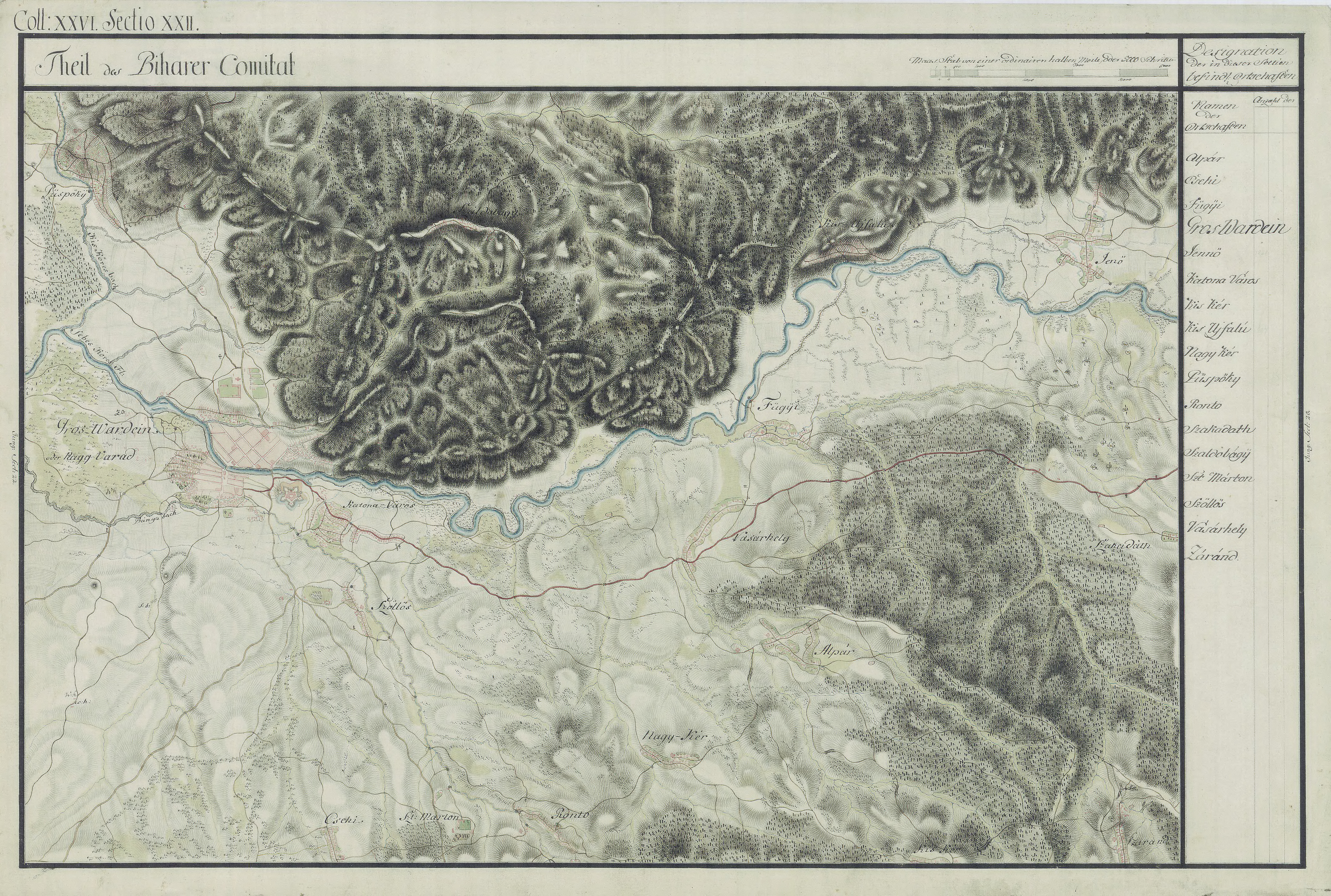
Velența în Harta Iosefină a comitatului Bihor, 1782–85

După 1850, numele orașului era Nagyvárad (Oradea Mare), ca urmare a unirii cu cetatea a suburbiilor: Olosig/Olaszi („italienesc”), Velența, Orașul Nou/Újváros și Subcetate/Váralja.

## Biserica ortodoxă
Biserica Ortodoxă hramul "Sfinții Arhangheli Mihail și Gavril" din Oradea a fost construită în perioada 1768-1779 în locul unei biserici de lemn, lucrările fiind conduse de inginerul de origine austriacă Schultz. Biserica a fost refăcută în urma gravului incendiu din anul 1836, lucrările fiind finalizate în anul 1864 când i se atașează și turnul ajungând la forma actuală. Lăcașul bisericesc are un număr de 49 icoane și trei uși cu inscripții în limba greacă. Amvonul are nouă icoane de ierarhi.
În biserică sunt expuse icoane pictate pe lemn și pânză din secolul al XVIII-lea extrem de valoroase, inclusiv o pictură ce datează din 1787 înfățișând răstignirea, pe Sfinții Cosma și Damian, pe Sfânta Fecioară Maria cu pruncul în brațe.

 Acest articol despre o localitate din județul Bihor este deocamdată un ciot. Puteți ajuta Wikipedia prin completarea lui.